# Zoo di Saarbrücker
Lo Zoo di Saarbrücker è un giardino zoologico e parco faunistico istituito nel comune di Saarbrücken in Germania, fondato nel 1956, il parco copre un'area di circa 15 ettari.

## Esemplari di animali ospitati nello zoo

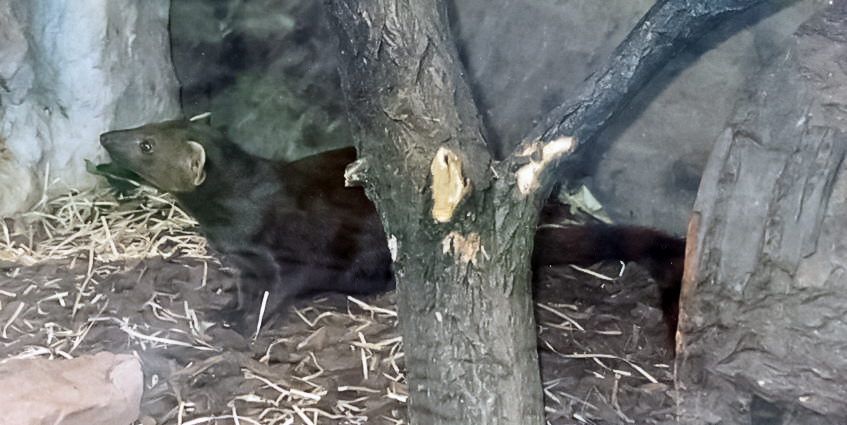
Mangusta dalla coda ad anelli
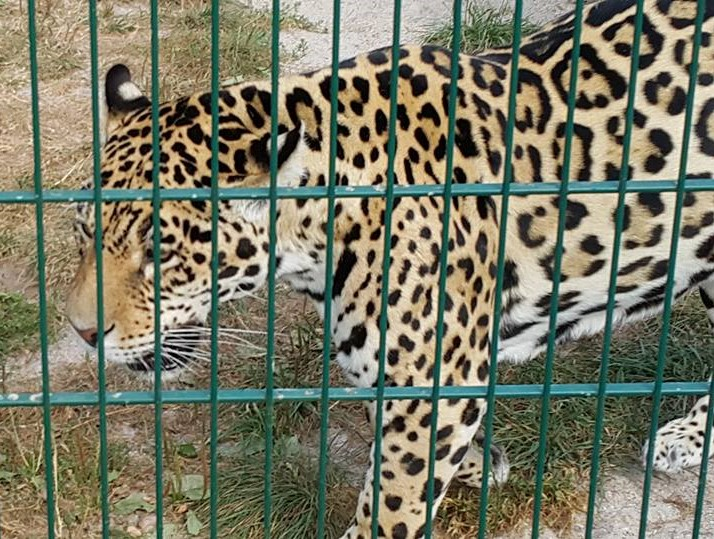
Giaguaro (Panthera onca)
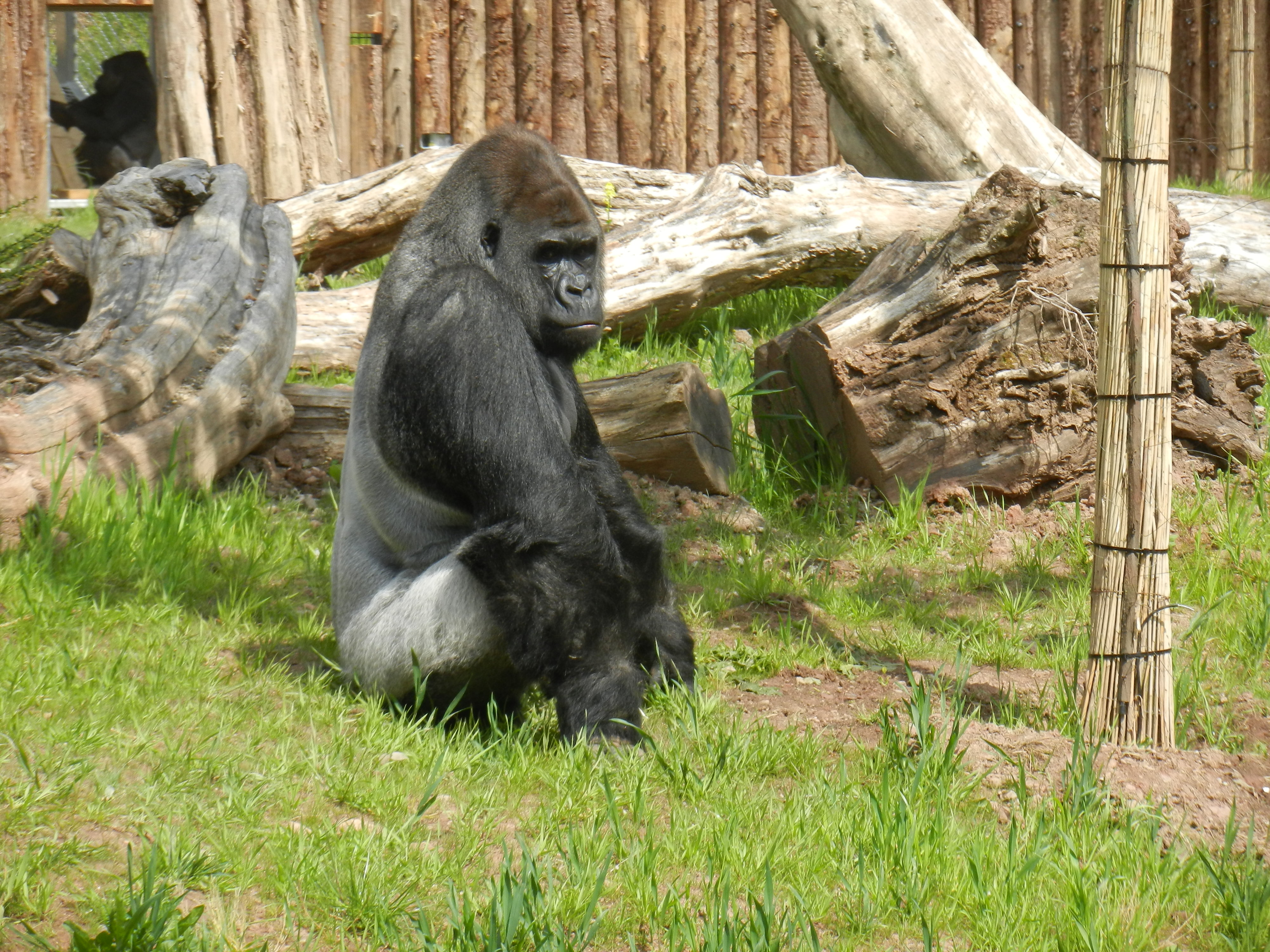
Il gorilla "Pesco" nel nuovo ambiente all'aperto
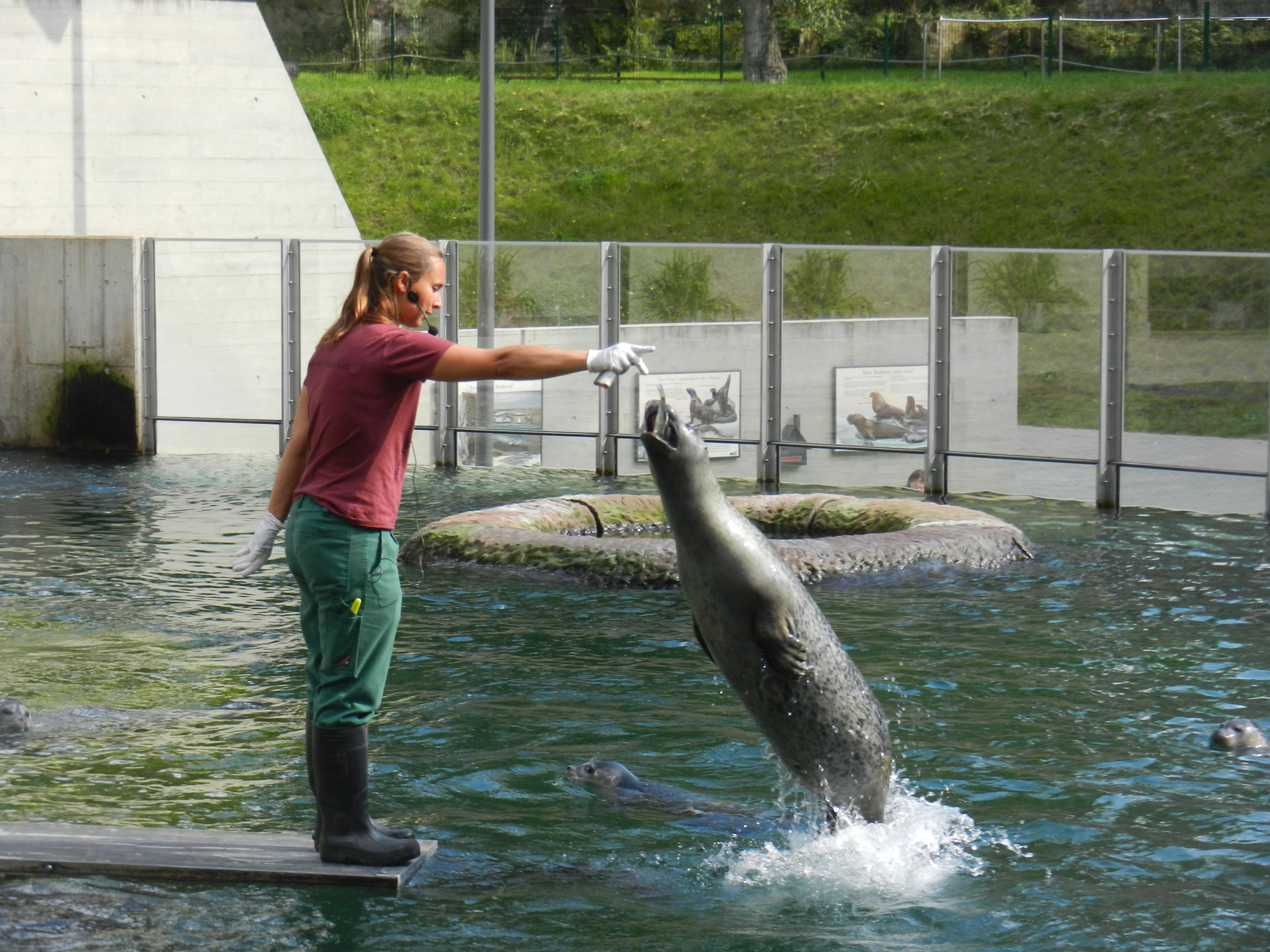
Otaria della California che afferra il pesce dalle mani del guardiano
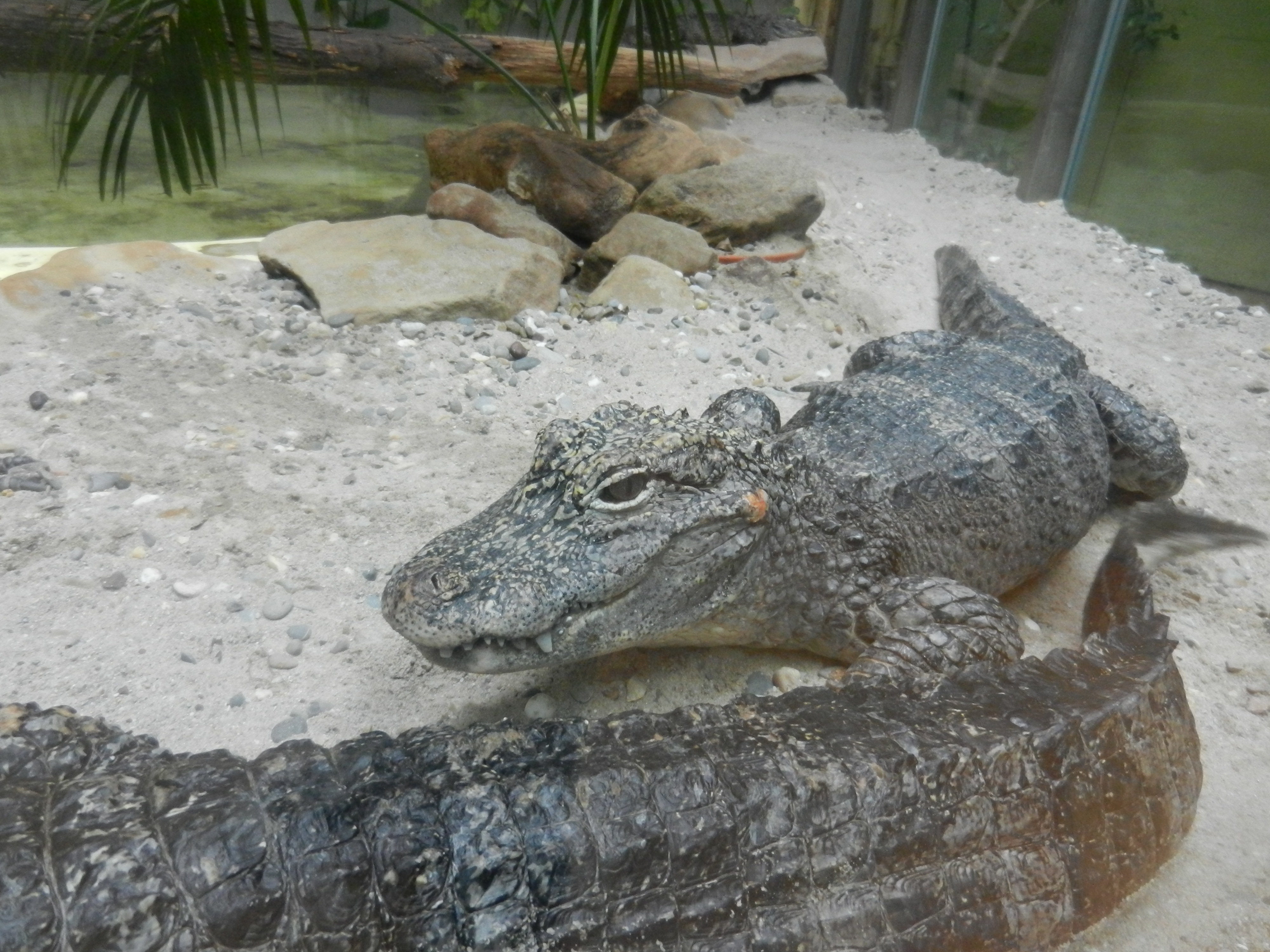
Minaccioso alligatore della Cina nello zoo di Saarbrücker
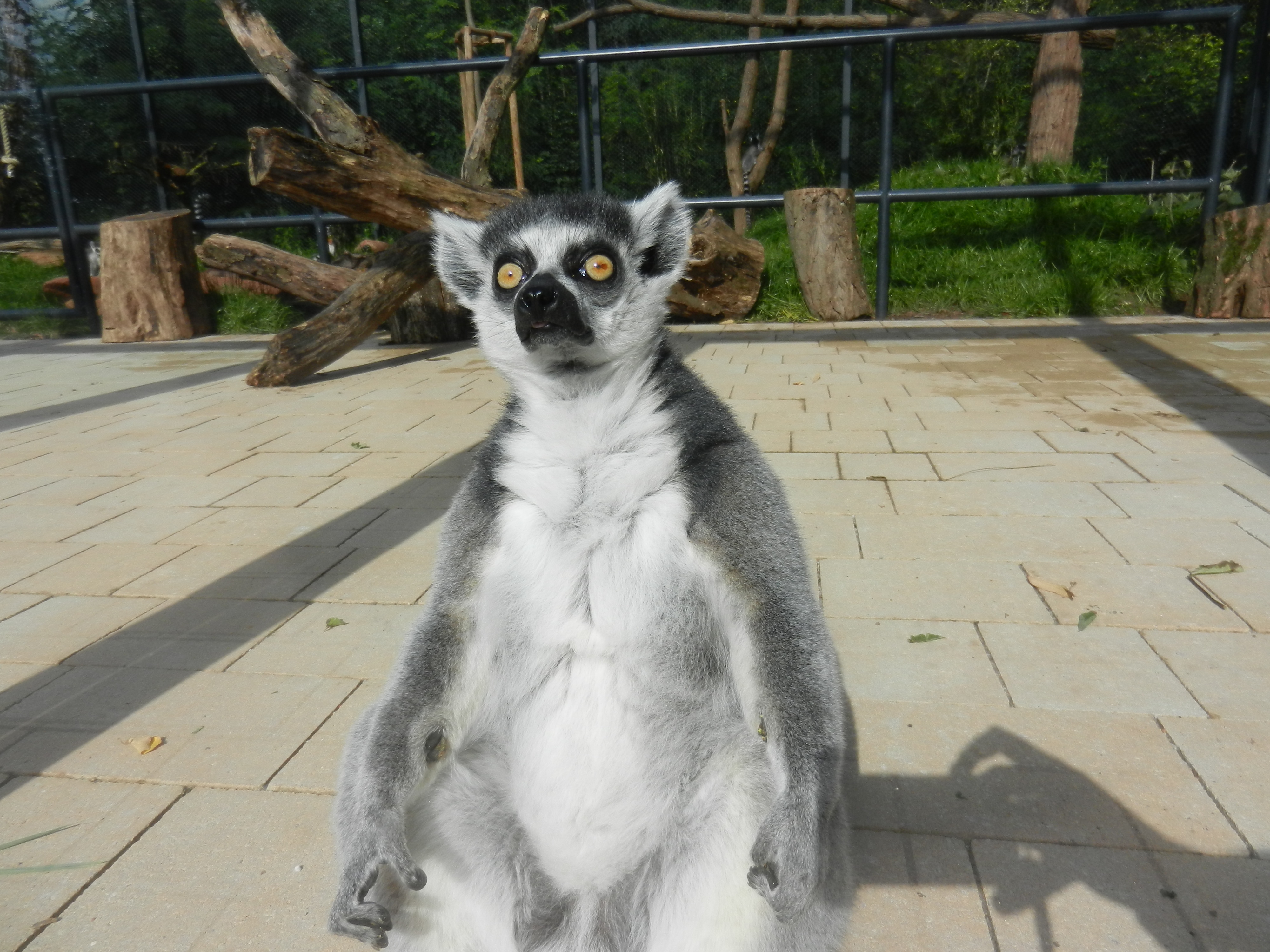
Lemure dalla coda ad anelli, al sole